# Glory Daze (série télévisée)
Pour les articles homonymes, voir Glory Daze.
Glory Daze est une série télévisée américaine en dix épisodes de 42 minutes créée par Walt Becker et Michael LeSieur qui a été diffusée entre le 16 novembre 2010 et le 18 janvier 2011 sur TBS.
Cette série est inédite dans tous les pays francophones.

## Synopsis
La série se déroule en 1986 dans l'état de l'Indiana où un groupe d'amis intègre leur première année d'Université. C'est une nouvelle étape qui commence pour eux car ces jeunes hommes doivent se débrouiller seuls pour la première fois et devront se préparer aux années à venir...

## Distribution

### Acteurs principaux
- Kelly Blatz : Joel Harrington
- Matt Bush : Eli Feldman
- Drew Seeley : Jason Wilson
- Hartley Sawyer : Brian Sommers
- Callard Harris : Mike Reno
- Julianna Guill : Christie DeWitt
- Tim Jo (en) : Alex Chang
- James Earl : Tom « Turbo » Turley
- Josh Brener : Zack Miller
- Chris D'Elia (en) : Bill Stankowski
- Tim Meadows : Pr Aloysius Haines

### Acteurs récurrents
- Eric Nenninger : Damon Smythe
- David Guzmán : Hector
- Natalie Dreyfuss : Julie
- Teri Polo : Pr Larsen
- Alexandra Chando : Annabelle
- Kim Shaw (en) : Tammy
- Brad Garrett : Jerry Harrington
- Fred Willard : Dr Reynolds
- D.L. Hughley : Coach Franklin

### Invités
- Cheri Oteri : Maureen Harrington
- John Michael Higgins : Jerrold
- David Koechner : Coach D'Amato
- Kevin Nealon : Marcus
- Andy Richter : M. Sullivan
- Curtis Armstrong : Morty Feldman
- Reginald VelJohnson : Stan Turley
- Geoff Pierson : Zachariah Smythe
- Barry Bostwick : M. Wilson, le père de Jason
- Ken Lerner : Rabbi Shapiro
- Michael McKean : Stu
- Gina Gershon : Lt. Lang
- Tasha Smith (en) : Lea
- Kathryn Fiore (en) : Janie

## Production
Le 28 janvier 2010, TBS commande un pilote.
Une partie du casting est annoncée le 7 mars 2010 avec Tim Meadows, Kelly Blatz, Julianna Guill, Callard Harris, Matt Bush, Hartley Sawyer et Drew Seeley, rejoints le 25 mars par Tim Jo (en) et Josh Brener et trois jours plus tard par Teri Polo.
Le 13 mai 2010, la série est commandée pour huit épisodes, prolongé à dix épisodes.
Le 24 février 2011, TBS annonce que la série ne sera pas renouvelée pour une seconde saison.

## Fiche technique
- Titre original : Glory Daze
- Création : Walt Becker, Michael LeSieur
- Réalisation : Walt Becker
- Scénario : Walt Becker, Michael LeSieur, Chad Fiveash, Dan Cohen, F.J. Pratt
- Costumes : Van Broughton Ramsey, Mary Jane Fort
- Maquillage : Tracey Anderson, Martina Kohl, Carl Bailey, Sabine Roller
- Casting : Julie Ashton
- Production : Walt Becker, Michael LeSieur
- Production exécutive : Walt Becker, Dan Cohen, Michael LeSieur, F.J. Pratt
- Société de production : The Walt Becker Company
- Pays d'origine :  États-Unis
- Langue originale : Anglais
- Format : Couleur
- Genre : Comédie dramatique
- Durée : 42 minutes

 Sauf indication contraire, les informations mentionnées dans cette section peuvent être confirmées par la base de données cinématographiques IMDb,  présente dans la section « Liens externes ».

## Épisodes
1. Titre français inconnu (Pilot)
2. Titre français inconnu (Fake Me Home Tonight)
3. Titre français inconnu (Hungry Like Teen Wolf)
4. Titre français inconnu (Papa Don't Pre-Game)
5. Titre français inconnu (Why Shant This Be Love)
6. Titre français inconnu (I Ram (So Far Away))
7. Titre français inconnu (What’s Love Got to Nude With It?)
8. Titre français inconnu (Shamrock You Like a Hurricane)
9. Titre français inconnu (Hit Me With Your Test Shot)
10. Titre français inconnu (Some Like It Hot Tub)

## Accueil
Le pilote a été regardé par 1,828 million de téléspectateurs et la finale par 1,053 millions.